# Euphorbia zoutpansbergensis
Euphorbia zoutpansbergensis là một loài thực vật thuộc họ Euphorbiaceae. Đây là loài đặc hữu của Nam Phi.